# Station Rouillé
Station Rouillé is een spoorweghalte in de Franse gemeente Rouillé. Zij wordt bediend door treinen van het netwerk TER Nouvelle-Aquitaine op het traject Poitiers - La Rochelle.